# Milan Dvořák
Pour les articles homonymes, voir Dvorak.
Milan Dvořák (né le 19 novembre 1934 à Prague en Tchécoslovaquie et mort le 21 juillet 2022) est un joueur de football tchèque.

## Palmarès
- Championnat de Tchécoslovaquie : 1956, 1958, 1961, 1962, 1963, 1964, 1966
- Coupe de Tchécoslovaquie : 1961, 1965, 1966, 1969